# Grækenlands fodboldforbund
Grækenlands fodboldforbund (græsk: Ελληνική Ποδοσφαιρική Ομοσπονδία, EPO) er det øverste ledelsesorgan for fodbold i Grækenland. Det administrerer superligaen, cupturneringen og Grækenlands fodboldlandshold og har hovedsæde i Athen.
Forbundet blev grundlagt i 1926 og blev medlem af FIFA og UEFA i henholdsvis 1927 og 1954.

## Ekstern henvisning
- EPO.gr

| Fodbold | Spire Denne artikel om en fodboldorganisation er en spire som bør udbygges. Du er velkommen til at hjælpe Wikipedia ved at udvide den. |